# Gliese 667 Ce
Gliese 667C e es un exoplaneta supertierra descubierto en el 2013 por el espectrógrafo HARPS, y confirmada su existencia, que orbita la estrella Gliese 667 C, a una distancia de 23,6 años luz. Gliese 667 C se encuentra en un sistema estelar triple en la constelación del Escorpión.
El planeta fue descubierto en el 2013

## Características físicas y habitabilidad[5]
Gliese 677C e es una supertierra con una masa aproximada de 3,12 veces la de la Tierra, y su radio es 1,52 veces el de la Tierra. Se encuentra en la zona de habitabilidad de su estrella Gliese 677 C, con un periodo orbital sideral de unos 62 días. El planeta posee una similitud con la Tierra de un 60% (Marte es un 64%).
Aunque se le considera dentro de la posible zona de habitabilidad, el planeta es demasiado frío. Suponiendo que tuviera la misma densidad atmosférica que la Tierra, su temperatura media sería de -49 °C, mucho más fría que en la Tierra con 15 °C.